# Художественный (кинотеатр, Санкт-Петербург)
Худо́жественный — кинотеатр в Санкт-Петербурге в здании по адресу Невский проспект 67. Первое упоминание от 12 октября 1907 года кинотеатра под названием «Биофон-Ауксетофон». Кинотеатры в здании открывались и закрывались, перестраивались меняя владельцев.

## История

### Царский период
Трёхэтажное здание на участке номер 29, появилось в 1842 году по проекту архитектора Р. И. Кузьмина для жены купца Штром. Позднее владельцами здания были действительный статский советник Н. А. Безобразов, князь Хованский, потомственный почётный гражданин А. С. Вагенгейм при котором архитектором В. В. Виндельбандтом высота здания была увеличена на два этажа. В 1901—1902 в нём жил писатель Куприн. В нём располагались ресторан, магазины и меблированные комнаты. С 1911 году владельцем участка был капитан 1-го ранга Н. В. Чайковский в это время в здании открылся кинотеатр «Сатурн». До революции кинотеатр принадлежал известному в Петербурге предпринимателю Я. Ф. Крынскому и назывался сначала «Биофон-Ауксетофон», а затем «Сатурн» .

### Советский период
С 1915 по 1920 годы здание было неоднократно перестроено по проекту архитекторов И. П. Володина, В. И. Шене и А. А. Максимова. Первый этаж занимал магазин «Скороход», а вплоть до 1990 магазин «Военторг». С конца 20-х годов  в доме находилась гостиница «Гермес». Реконструкция производилась дважды в конце 1930-х годов и в 1951 году по проекту К. Л. Иогансена. В 1933 году был переименован в «Кино — массам», а в 1935 году — в «Художественный».

### Российский период
Был закрыт в начале 2000-х гг и вновь открыт после реконструкции 18 ноября 2005 года. В обновлённом кинотеатре 8 залов на 840 мест.